# جک کاسترا
جک کاسترا (انگلیسی: Jack Cawthra; ۱ ژانویهٔ ۱۹۰۴ – ۱ ژانویهٔ ۱۹۷۴) بازیکن فوتبال بود.